# Larén
Larén és un poble del municipi de Senterada, al Pallars Jussà, que constitueix un enclavament de 3,69 km² d'aquest municipi entre els de Sarroca de Bellera i la Torre de Cabdella. Antigament (abans del 1969) el termenal era al sud-oest amb Sarroca de Bellera, al nord-oest amb Benés, de l'Alta Ribagorça, actualment integrat en el terme municipal de Sarroca de Bellera, al sud-est amb la Pobleta de Bellveí, i al nord-est amb la Torre de Cabdella.

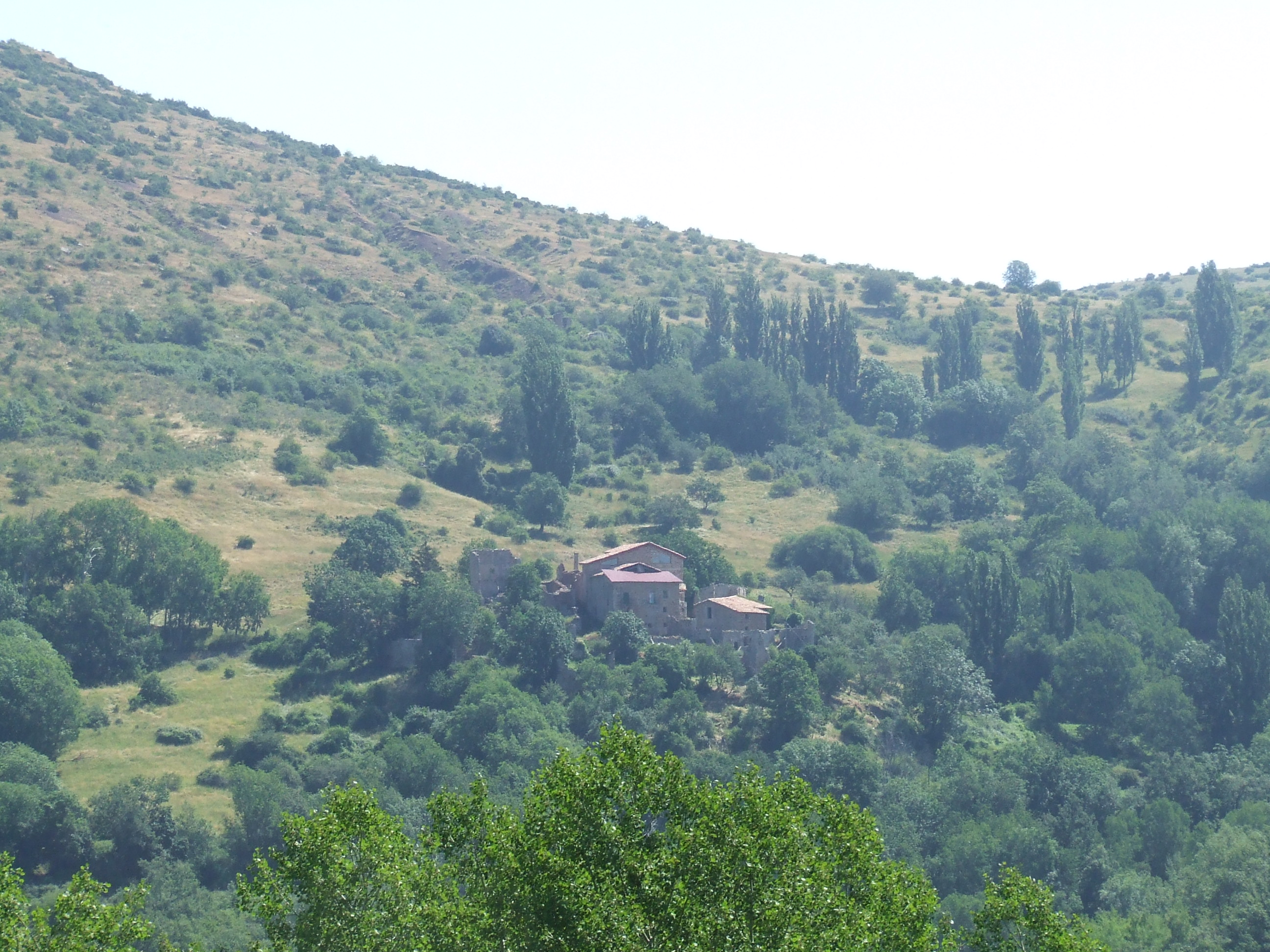
El poble de Larén, en el seu entorn

Larén és a poc més de 17 quilòmetres de Senterada. De primer, cal seguir durant 6 km. la carretera N-260, fins a trobar l'arrencada, cap al nord-oest, de la carretera L-521, que mena a Sarroca de Bellera en 1,5 km Des de l'entrada pel costat de llevant d'aquest poble surt cap al nord una pista en bon estat, recentment asfaltada, que duu a Vilella en poc més de 2 km, fent moltes ziga-zagues per tal de guanyar alçada. Poc abans d'arribar a Vilella es troba cap al nord-est la pista d'Erdo, que en quasi 4 quilòmetres mena a aquest poble. D'Erdo surt una altra pista que porta en 3 quilòmetres a Santa Coloma d'Erdo, i des d'aquest darrer poble, una altra pista acaba d'arribar a Larén en 2 quilòmetres més.

## Etimologia
Segons Joan Coromines, hem de veure una arrel basca, en el nom de Larén, possiblement la de ler (pi).

## Geografia

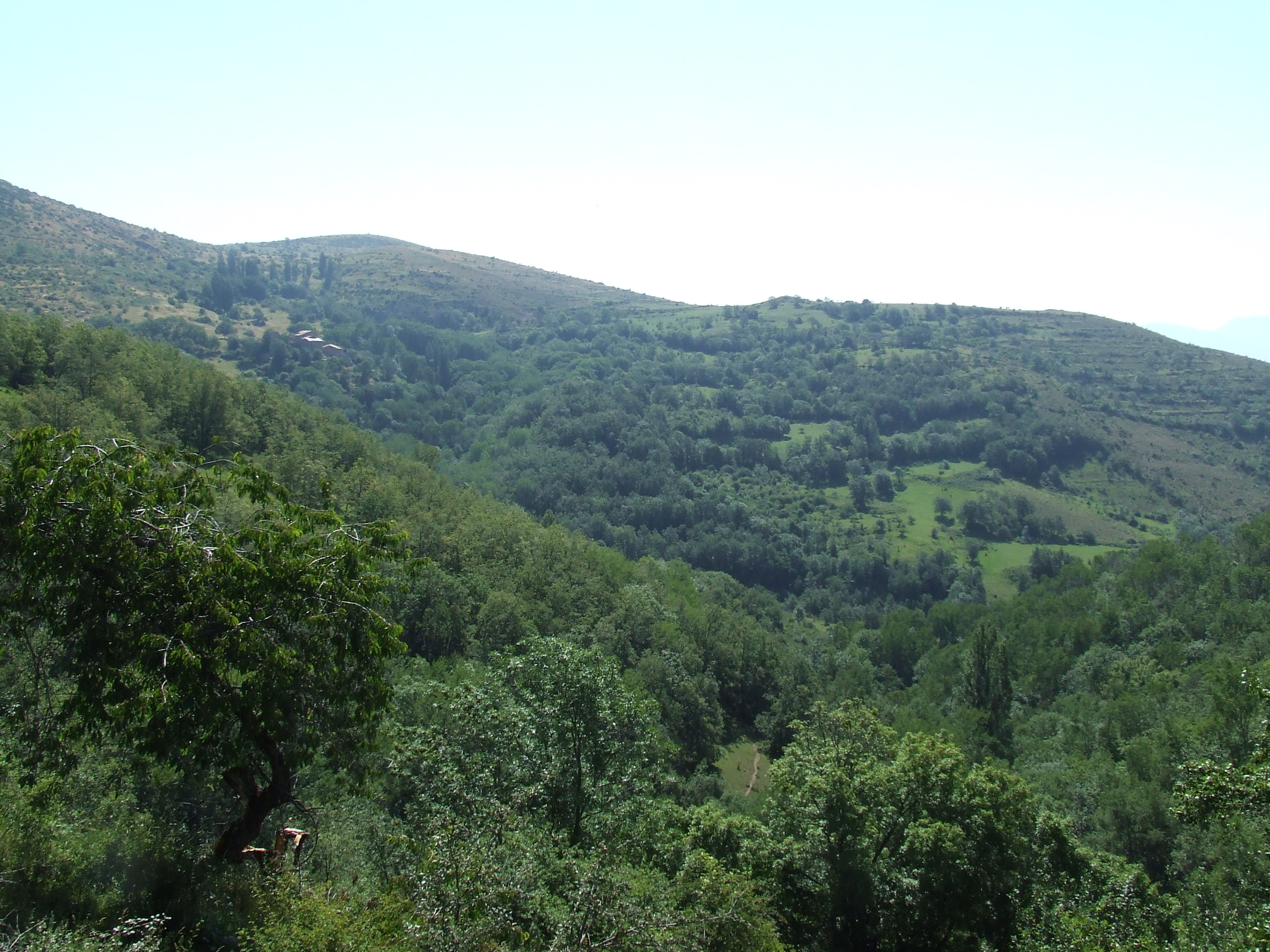
Larén, a l'esquerra, i el Ban de Larén, a la carena de la dreta

El Ban de Larén és una devesa muntanyenca del poble deshabitat de Larén. És al nord-oest de les Bordes de Torres i de l'antic monestir de Sant Genís de Bellera i al nord-est del Coll de Fades, davant del qual es troba. La devesa s'estén de nord-oest a sud-est al llarg de la carena central de l'enclavament, entre el barranc de Sant Genís, a ponent, i el barranc de Borullars, a llevant.

## Història
A partir de la promulgació de la Constitució de Cadis (1812), Larén constituí ajuntament propi, però que no pogué mantenir després de la Llei municipal promulgada el 1845, on es fixava el límit de 30 veïns (caps de família) per a poder tenir ajuntament independent. El febrer del 1847 fou agregat a Senterada, constituint així un enclavament d'aquell municipi, separat del cos principal del terme. En els documents d'aquella època surt grafiat com a Llarent.
El 1831, Larén, que hi surt esmentat com a Llarent de Bastida de Bellera, consta, dins de la jurisdicció del Marquès de la Manresana, amb 25 habitants.
Pascual Madoz inclou Larent en el seu Diccionario geográfico... del 1845. S'hi diu que Larén està situat en un coster obert a tots els vents, amb clima fred però bastant sa; no s'hi coneixien més malalties que les gàstriques. Formaven el poble 10 cases d'una sola planta, en un sol carrer, irregular, costerut i sense empedrar. Fora de la població, però a prop, hi havia una font abundant, i el poble disposava de rentador públic. Hi esmenta la Borda (Sant Genís de Bellera), així com diverses pedreres de calç. El terreny era muntanyós, aspre i trencat, sobretot la part occidental. Cap al sud i oest (deu ser un error), una mica més bo. Hi havia uns 200 jornals de secà i 5 o 6 de prats, a més de petits horts, tots els quals es regaven amb l'aigua de la font esmentada. L'única collita és d'ordi, a part de patates i algunes llegums. S'hi criava bestiar de llana, a més de bous i ases per a les feines del camp. Hi havia llops en abundància. 3 veïns (caps de família) i 16 ànimes (habitants) en formaven la població.

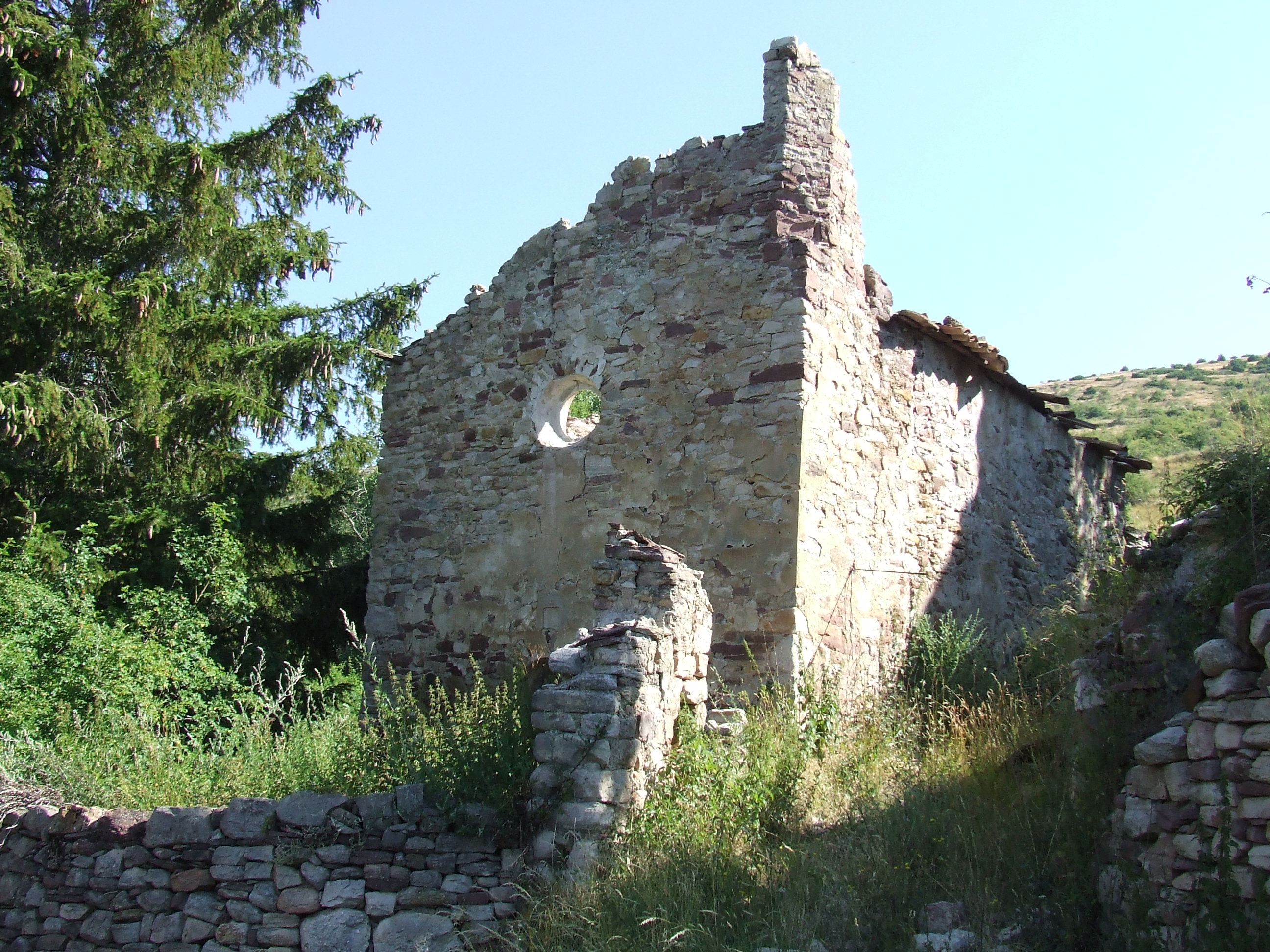
L'església des del sud-oest

Ceferí Rocafort (op. cit.), situa a Larén, vers el 1900, 33 edificis, amb 62 habitants.

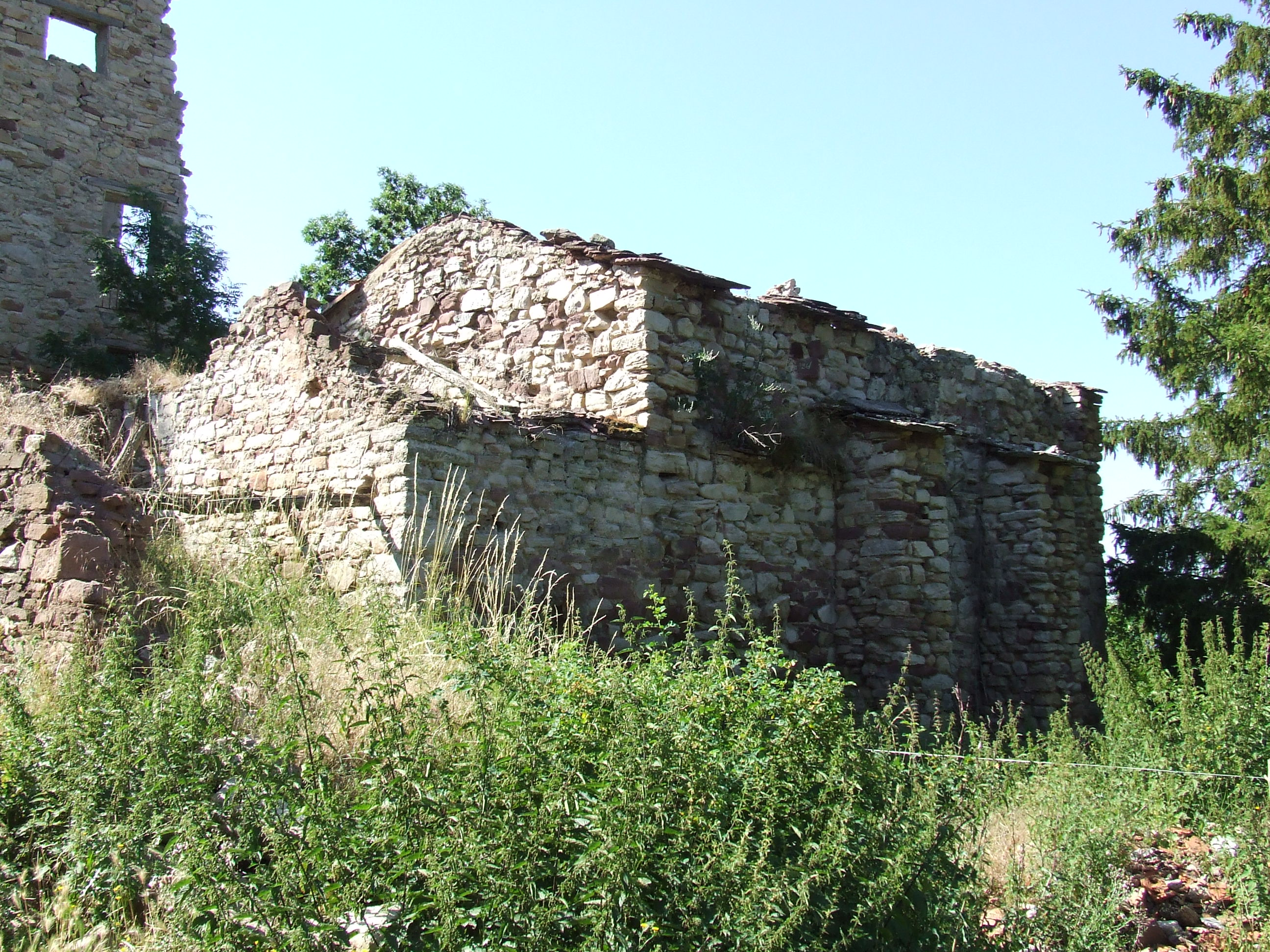
L'església des del nord-est

La seva església, que havia estat sufragània de la parroquial de la Bastida de Bellera, està dedicada a la Nativitat de la Mare de Déu. Actualment és del tot en ruïnes, amb tot el trespol caigut damunt de la nau. Es tractava d'una església moderna, amb nau única i absis rectangular.
En el territori de Larén hi ha també l'ermita de santa Bàrbara, al nord-est del terme, prop de la muntanya del mateix nom.
A l'extrem sud de l'enclavament es troben les restes del monestir benedictí de Sant Genís de Bellera, que foren convertides en corrals a mitjan segle xx.
Larén tenia 3 habitants el 1970, i el 1981 eren 7. En l'actualitat, 2005, en té 3, altre cop.